# سوزان مارتل
سوزان مارتل (بالإنجليزية: Suzanne Martel)‏‏ (8 أغسطس 1924 في مدينة كيبك - 29 يوليو 2012 في سانت أديل، كيبك) كاتِبة، وروائية، وصحفية، وكاتبة خيال علمي، وكاتبة للأطفال من كندا.

## التعليم
تعلمت سوزان مارتل في:
- École des Ursulines, Quebec [الإنجليزية]‏
- جامعة تورنتو